# Frontera abierta

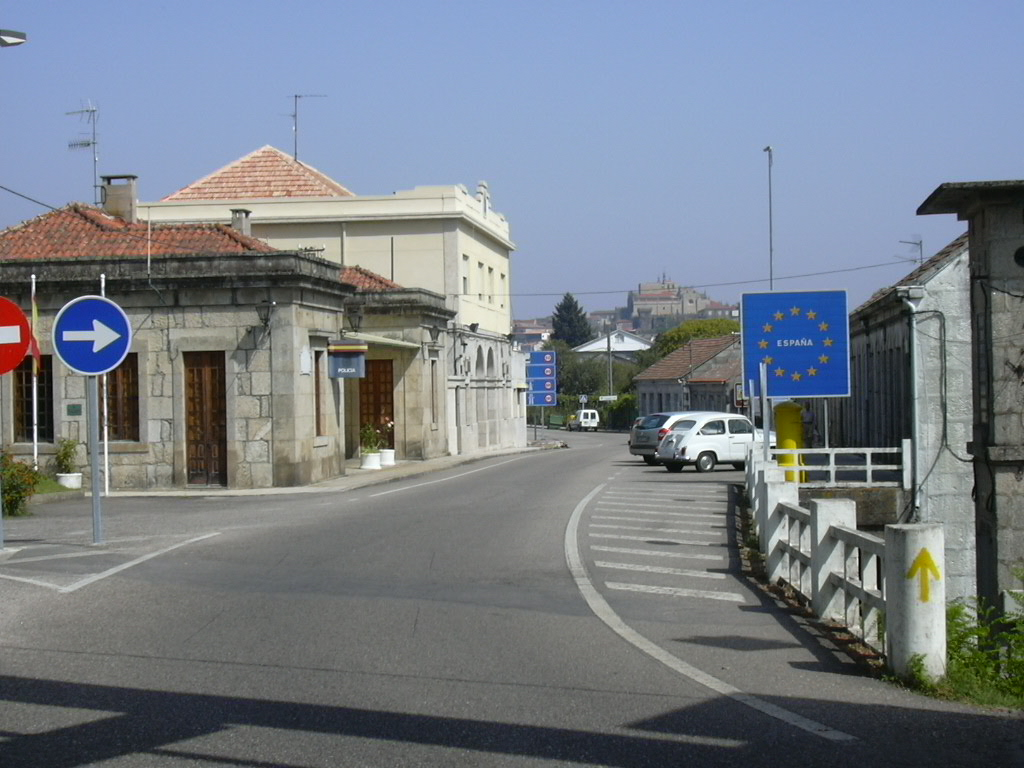
Frontera entre España y Portugal, miembros del Acuerdo de Schengen. Su frontera está marcada con un simple signo y sin controles de pasaportes o controles de aduanas.

Una frontera abierta es una frontera que permite la libre circulación de personas entre diferentes jurisdicciones con pocas o ninguna restricción en el movimiento, es decir, que carece de un control fronterizo sustantivo. Una frontera puede ser una frontera abierta debido a la falta de controles legales o legislación intencional que permita la libre circulación de personas a través de la frontera (de iure), o una frontera puede ser una frontera abierta debido a la falta de una aplicación adecuada o una supervisión adecuada de la frontera (de facto). Un ejemplo del primero es el Acuerdo de Schengen entre la mayoría de los miembros del Espacio Económico Europeo (AELC y la UE). Un ejemplo de lo último es la frontera entre Bangladés y la India, que es controlada. El término "fronteras abiertas" se aplica solo al flujo de personas, no al flujo de bienes y servicios, y solo a los límites entre las jurisdicciones políticas, no a los meros límites de la propiedad privada.
Las fronteras abiertas son la norma para las fronteras entre subdivisiones dentro de los límites de los estados soberanos, aunque algunos países sí tienen fronteras controladas dentro de los límites del estado (por ejemplo, en la República Popular China entre el continente y las regiones administrativas especiales de Hong Kong y Macao). Las fronteras abiertas también son habituales entre los Estados miembros de las federaciones (como los Estados Unidos de América), aunque nuevamente, en algunos casos, el movimiento entre los Estados miembros puede controlarse a través de un sistema de pasaportes internos. Las federaciones y confederaciones suelen mantener los controles de las fronteras externas a través de un sistema de control de fronteras colectivo, aunque a veces tienen fronteras abiertas con otros estados no miembros (en particular los enclaves, como Suiza y la Unión Europea) a través de acuerdos internacionales especiales.
El control generalizado de las fronteras internacionales es un fenómeno relativamente reciente en la historia mundial. En el pasado, muchos estados tenían fronteras internacionales abiertas, ya sea en la práctica o debido a la falta de cualquier restricción legal. Muchos autores, como John Maynard Keynes, han identificado a principios del siglo XX y particularmente a la Primera Guerra Mundial como el momento en que tales controles se volvieron comunes.
Ha habido intentos esporádicos de promover fronteras abiertas globales como una opción de política viable. Las fronteras abiertas rápidamente se hicieron populares después de 1889. La Conferencia Internacional de Emigración, celebrada en Roma en mayo de 1924, declaró que cualquier persona tiene derecho a emigrar a un país diferente si lo deseaba. Antes de la década de 1880, la migración a los Estados Unidos no estaba totalmente controlada. Durante la Primera Guerra Mundial se hizo más fácil para las personas migrar de su país de origen a países extranjeros. Después de la Segunda Guerra Mundial, los países buscaban muchos trabajadores nuevos, y Alemania emitió un programa de trabajo para invitados para atraer a más personas al trabajo. Más tarde, en los años 70 y 80, se restablecieron las estrictas fronteras en los países industrializados. Actualmente, la inmigración es más restringida y más difícil para las personas poco cualificadas y de bajos ingresos.

## Tipos de fronteras
Para comprender los argumentos a favor y en contra de las fronteras abiertas, es necesario tener una comprensión básica de los otros tipos de fronteras disponibles. Estos son:
Una frontera condicionalmente abierta es una frontera que permite el movimiento de personas a través de la frontera que cumplen con un conjunto especial de condiciones. Este conjunto especial de condiciones que limita la aplicación de los controles fronterizos que normalmente se aplicarían podría definirse mediante un acuerdo internacional o ley internacional, o las condiciones especiales podrían definirse mediante un reglamento o ley del país, sobre el cual las personas reclaman el derecho a entrar. Las fronteras abiertas condicionales generalmente requieren que se presente un reclamo de las personas que proponen ingresar a dicho país receptor, indicando por qué cumplen las condiciones especiales que permiten la entrada a dicho país. En el país receptor, se puede detener a las personas hasta que se apruebe su reclamo para ingresar dentro de su territorio, o pueden liberarlas dentro del territorio mientras se procesa su reclamo. Cuando se permite una frontera condicionalmente abierta, a menudo se requiere un esfuerzo considerable para garantizar que los controles fronterizos no se descompongan hasta tal punto que se convierta en una situación de frontera abierta. Un ejemplo de una frontera condicionalmente abierta es una frontera de cualquier país que permite el movimiento de solicitantes de asilo debido a la aplicación de la Convención sobre Refugiados de 1951 o el derecho internacional que permite a las personas cruzar una frontera para escapar de una situación en la que sus vidas están directamente amenazadas o en peligro. peligro significativo Otro ejemplo es la frontera entre Irlanda y el Reino Unido. Los dos países permiten el movimiento sin restricciones de sus propios ciudadanos, pero para disfrutar de ese movimiento a través del Mar de Irlanda, a esos mismos ciudadanos se les puede solicitar que proporcionen pruebas en los puertos marítimos y aeropuertos de que son ciudadanos del Reino Unido o de Irlanda. Estos controles son hechos por la policía, no por oficiales de inmigración. (A partir de octubre de 2018, no hay tales controles en la frontera terrestre, ya que es altamente penetrable entre ellas).
Una frontera controlada es una frontera que permite el movimiento de personas entre diferentes jurisdicciones, pero impone restricciones y, a veces, restricciones importantes a este movimiento. Este tipo de frontera puede requerir que una persona que cruce esta frontera obtenga una visa o, en algunos casos, permita un corto período de viaje sin visa al país receptor. Una frontera controlada siempre tiene algún método para documentar y registrar los movimientos de personas a través de la frontera para luego rastrear y verificar el cumplimiento de cualquier condición asociada con la visa o cualquier otra condición de cruce de fronteras. Una frontera controlada impone limitaciones a lo que una persona que cruza la frontera puede hacer en la nueva jurisdicción, esto generalmente se manifiesta en limitaciones en el empleo y también limita la cantidad de tiempo que la persona puede permanecer legalmente en la nueva jurisdicción. Una frontera controlada a menudo requiere algún tipo de barrera, como un río, un océano o una valla para garantizar que los controles de la frontera no se desvíen, de modo que cualquier persona que desee cruzar la frontera se dirija a los puntos de cruce de frontera autorizados, donde se pueden cumplir las condiciones de cruce de la frontera. debidamente supervisado. Dado el movimiento a gran escala de personas en la actualidad por motivos de trabajo, vacaciones, estudios y otras razones, una frontera controlada también requiere controles internos y cumplimiento interno dentro de la jurisdicción para garantizar que cualquier persona que haya ingresado en la jurisdicción cumpla con las condiciones del cruce de la frontera. que no están quedándose demasiado tiempo para residir ilegalmente o como un residente indocumentado. La mayoría de las fronteras internacionales son por intención legislativa del tipo de frontera controlada. Sin embargo, cuando existe una falta de cumplimiento interno adecuado o cuando las fronteras son fronteras terrestres, la frontera a menudo se controla solo en una parte de la frontera, mientras que otras partes de la frontera pueden permanecer abiertas hasta tal punto que puedan considerarse una frontera abierta por falta de supervisión y cumplimiento.
Una frontera cerrada es una frontera que evita el movimiento de personas entre diferentes jurisdicciones con excepciones limitadas o ninguna asociada con este movimiento. Estas fronteras normalmente tienen cercas o muros en los cuales se cierran las puertas o cruces de fronteras y, si se abren, generalmente solo permiten el movimiento de personas en circunstancias excepcionales. Quizás el ejemplo más famoso de una frontera cerrada existente es la Zona Desmilitarizada entre Corea del Norte y Corea del Sur. El muro de Berlín también podría haber sido llamada una frontera cerrada.
Las fronteras pueden ser abiertas o cerradas según el estado de ingreso, la duración de la estancia, los requisitos de ingreso, los derechos y obligaciones de los participantes y las cuotas de ingreso. El estado de ingreso se refiere a la ocupación de alguien cuando y si se les permite cruzar una frontera, ya sean estudiantes, trabajadores, soldados, inmigrantes. El estado de uno afecta las posibilidades de que se le permita cruzar una frontera. “La mayoría de los estados controlan el cruce de la frontera al limitar la duración de cualquier visita”. Los requisitos de ingreso son restricciones basadas en factores como la salud, la edad, el sueldo, la religión, la raza. "Muchos países, incluidos Canadá y Singapur, pueden admitir inmigrantes adinerados que puedan demostrar su intención y capacidad para invertir en el país". Los derechos y obligaciones de los emigrantes son las restricciones que se impondrán a quienes ya se les haya permitido cruzar una frontera: debe seguir ciertas reglas y regulaciones dadas por el gobierno para que se le permita permanecer en ese país. Un gobierno puede permitirle tomar la residencia pero no permitirle que trabaje, y es posible que aquellos que tienen permiso para trabajar no puedan encontrar trabajo debido a las restricciones y formas de empleo permitidas. Las cuotas de ingreso son restricciones basadas en la cantidad de inmigrantes permitidos a través de una frontera dentro de un cierto período de tiempo: si cumple con todos los requisitos para cruzar una frontera, pero el país al que desea ingresar ya ha cumplido su cuota para permitir el ingreso de inmigrantes, Es posible que todavía no se le permita entrar.
Como se ve en los ejemplos a continuación, hay diferentes grados de "apertura" de una frontera, cuya naturaleza depende de si hay o no controles físicos de pasaportes establecidos (y aplicados). El control de pasaportes por parte de la policía o los oficiales de inmigración puede implementarse en algunos tipos de frontera, pero los ciudadanos del territorio de destino o de los territorios participantes pueden cruzar utilizando, a lo sumo, un documento de identidad sin más aprobación, restricciones o condiciones. Los ejemplos del tipo de frontera más abierto incluyen la zona Schengen o el Área Común de Viaje [Reino Unido / Irlanda], donde el tránsito a través de las fronteras interestatales es completamente descontrolado, y la inmigración ilegal de terceros países está controlada por la policía interna como con cualquier otro tipo de entrada clandestina. Los ejemplos de fronteras casi abiertas incluyen la frontera entre el Área Común de Viaje (por un lado) y la Zona Schengen (por el otro) que, a pesar de tener un control de pasaportes completo, es una frontera interna de la Unión Europea que los ciudadanos de la UE pueden pasar libremente sin ningún tipo de control. Condiciones, distintas de un documento de identidad. Los ciudadanos que no pertenecen a la UE están sujetos a las medidas de control de pasaportes y visados en los aeropuertos y en algunos puertos marítimos. Un híbrido de estas dos posibilidades es la frontera entre Rusia y Bielorrusia en el Estado de la Unión que carece de control físico, pero formalmente a los extranjeros no se les permite usar un cruce sin control.

## Debate político
El debate moderno en torno a las fronteras abiertas no está claramente delineado en el espectro político tradicional de izquierda-derecha. Algunos de los derechistas como los libertarios y los neoliberales apoyan la inmigración sin restricciones, mientras que otros como Donald Trump rechazan las políticas de fronteras abiertas. De manera similar, algunos izquierdistas como el socialista demócrata Bernie Sanders rechazan las políticas de frontera abierta, mientras que otros izquierdistas apoyan las fronteras abiertas, como muestra el lema "ningún ser humano es ilegal".

### Argumentos a favor de las fronteras abiertas
1. Los defensores de las fronteras abiertas argumentan que la migración libre es la forma más efectiva de reducir la pobreza mundial. Los migrantes de países en desarrollo pueden ganar salarios más altos después de mudarse a un país más desarrollado, por lo general los elevan de "pobreza del mundo en desarrollo" a "pobreza del mundo desarrollado".[10] También envían remesas a familiares en su país de origen, y el flujo de remesas se estima en alrededor de tres veces el gasto mundial en ayuda exterior reportado por la OCDE.[11] En esa misma línea, se arguye que la apertura de fronteras es un modo de evitar la reproducción de las desigualdades globales.[12]
2. Un resumen literario del economista Michael Clemens conduce a una estimación de que las fronteras abiertas darían como resultado un aumento del 67-147% en el PMB (producto mundial bruto), con una estimación mediana de una duplicación del PIB mundial.[13]
3. Desde la perspectiva de los derechos humanos, se puede considerar que la libre migración complementa el Artículo 13 de la Declaración Universal de los Derechos Humanos: (1) Toda persona tiene derecho a la libertad de circulación y residencia dentro de las fronteras de cada estado. (2) Toda persona tiene derecho a abandonar cualquier país, incluido el suyo, y de regresar a su país.[14]
4. El bioético estadounidense Jacob M. Appel ha argumentado que "tratar a los seres humanos de manera diferente, simplemente porque nacieron en el lado opuesto de una frontera nacional", es inherentemente poco ético. Según Appel, tales "derechos de nacimiento" solo son defendibles si tienen "propósitos sociales útiles y significativos" (como los derechos de herencia, que alientan a las madres y padres a trabajar y ahorrar para sus hijos), pero el "derecho de nacimiento de la nacionalidad" no lo es. El economista y escritor Philippe Legrain sostiene que los países del mundo necesitan la migración para ayudar al comercio mundial y reducir la aparición de guerras regionales.
5. Las fronteras abiertas no pueden ser descartadas como una idea utópica, argumenta Harald Bauder, porque no proponen una forma alternativa de organizar la sociedad humana, sino que son una crítica de las fronteras cerradas o controladas. Sin embargo, esta crítica invita a la búsqueda de soluciones prácticas y radicales a las consecuencias problemáticas de las prácticas migratorias contemporáneas, incluidas las muertes de migrantes en el mar Mediterráneo, la frontera entre EE. UU. y México, y en otros lugares.[15]
6. Las restricciones a la movilidad solo se pueden justificar si se puede demostrar que esas restricciones evitan daños significativos. Dado que la investigación indica que las fronteras abiertas serán mejores tanto para los nativos como para los migrantes, y al menos no se ha demostrado que causen daños mayores, esas restricciones no están justificadas.[16]

Se ha propuesto que se abran las fronteras entre los países del Tratado de Libre Comercio de América del Norte (TLCAN). Si se argumenta que los bienes y servicios y las corporaciones pueden cruzar las fronteras internacionales sin restricciones, entonces no tiene sentido restringir el flujo de personas que trabajan para hacer esos bienes y servicios. Algunos estiman que las fronteras abiertas donde las personas son libres de moverse y encontrar trabajo podrían resultar en ganancias de 78 billones de dólares en ganancias económicas.
Los partidarios de una política de migración global abogan por la adopción de un sistema regulatorio migratorio y nuevos criterios para garantizar mejor todos los derechos (civiles, sociales y políticos) para todos los inmigrantes. Es necesario ampliar la política de migración para crear una mejor gestión del sistema migratorio global. Algunos proponen un nuevo significado y comprensión de la ciudadanía global para establecer un sistema de migración global fronterizo. La migración está bajo el control y la administración de los gobiernos y funcionarios locales, pero es tanto un problema político interno como un problema global que requiere esfuerzos conjuntos de diferentes países.

### Argumentos en contra de las fronteras abiertas
Las fronteras controladas restringen la migración de los no ciudadanos. Varios argumentos para las fronteras controladas y contra las fronteras abiertas son los siguientes:
1. Las fronteras controladas fomentan políticas responsables en relación con las tasas de población y de nacimiento de los países mediante la prevención de una alta población y los países con alta tasa de natalidad despojen a personas de otros países de baja población y de baja tasa de natalidad.[20][21][22]
2. La inmigración a gran escala de los países más pobres a los países más ricos puede crear una "fuga de cerebros" en el país de origen, donde los profesionales educados dejan su país de origen para vivir en otro lugar, privando a sus países de origen de una fuerza laboral educada. Por ejemplo, en 2010 había más médicos etíopes viviendo en Chicago que en Etiopía.[23]

## Ejemplos de fronteras abiertas

### Unión nórdica de pasaportes
Uno de los primeros acuerdos de frontera abierta fue la Unión Nórdica de Pasaportes de 1952. Toda la región nórdica, además de Svalbard, las Islas Feroe y Groenlandia (véase más abajo), se convirtió posteriormente en parte del Área Schengen.

### Svalbard
Excepcionalmente, el territorio especial noruego de Svalbard es una zona totalmente libre de visados. Ninguna persona requiere una visa o permiso de residencia y cualquiera puede vivir y trabajar en Svalbard por tiempo indefinido, independientemente de su ciudadanía. El Tratado de Svalbard otorga a los ciudadanos de los países firmantes del tratado, el mismo derecho de residencia que los ciudadanos de Noruega. Hasta ahora, los ciudadanos de los países no signatarios del tratado, también han sido admitidos sin visa. Los "Reglamentos relativos al rechazo y la expulsión de Svalbard" están en vigor de forma no discriminatoria. Los motivos de exclusión incluyen la falta de medios de subsistencia y la violación de las leyes o regulaciones. El tránsito sin visado el mismo día en el aeropuerto de Oslo es posible cuando se viaja en vuelos directos a Svalbard.

### Lista de grupos de estados con fronteras abiertas comunes
| Alemania Austria Bélgica Ciudad del Vaticano Dinamarca Eslovaquia Eslovenia España Estonia Finlandia Francia Grecia Hungría Islandia Italia Letonia Liechtenstein Lituania | Luxemburgo Malta Mónaco Noruega Países Bajos Polonia Portugal República Checa San Marino Suecia Suiza |

|  | Bandera de Irlanda | Bandera del Reino Unido |

|  | Bandera de Bielorrusia | Bandera de Rusia |

|  | Bandera de la India | Bandera de Nepal |

|  | Bandera de la India | Bandera de Bután |

|  | Bandera de El Salvador · Bandera de Guatemala | Bandera de Honduras · Bandera de Nicaragua |

|  | Bandera de Australia | Bandera de Nueva Zelanda |

|  | Bandera de Bolivia · Bandera de Colombia | Bandera de Ecuador · Bandera de Perú |

|  | Antigua y Barbuda Barbados Belice Dominica Granada Guyana Jamaica San Cristóbal y Nieves | Santa Lucía San Vicente y las Granadinas Surinam Trinidad y Tobago |

|  | Bandera de Arabia Saudita · Bandera de Kuwait · Bandera de Omán | Bandera de Emiratos Árabes Unidos · Bandera de Baréin |

|  | Bandera de Kenia · Bandera de Tanzania · Bandera de Uganda | Bandera de Sudán del Sur · Bandera de Ruanda · Bandera de Burundi |

## Ejemplos de fronteras controladas
- La frontera entre Estados Unidos y México está controlada. Esta frontera es la frontera internacional controlada más frecuentemente cruzada en el mundo, con aproximadamente 350 millones de cruces legales que se realizan anualmente.[31][32][33][34][35]
- India y Bangladés comparten una frontera, que India está en proceso de convertirse en una frontera controlada al completar una cerca fronteriza completa entre los dos países para controlar el flujo de personas y prevenir la migración ilegal. La inmigración ilegal a gran escala en Bangladés en el pasado a través de la frontera abierta ha llevado a los barrios pobres de Bangladés en las afueras de muchas ciudades indias. Se espera que la gente de Bangladés pronto forme la mayoría en áreas de la India cerca de la frontera, en gran parte como resultado de la inmigración ilegal pasada y continua.[36]
- La entrada a cualquiera de las islas ultramarinas menores de los Estados Unidos requiere permiso de las Fuerzas Armadas de los Estados Unidos, y la entrada al territorio de Samoa Americana para los ciudadanos estadounidenses requiere un boleto de regreso.[37]

## Ejemplos de fronteras cerradas
- Corea del Norte y Corea del Sur comparten una frontera militarizada, conocida como la Zona Desmilitarizada de Corea, que ha estado en funcionamiento desde la suspensión de la guerra de Corea en julio de 1953 (cuando el Acuerdo de Armisticio de Corea estableció la Zona desmilitarizada cerca del paralelo 38 ° N). La franja de tierra a lo largo de la frontera tiene muchas minas terrestres y equipos de detección de movimiento. Hay dos cruces fronterizos (una carretera, una vía) entre Corea del Norte y Corea del Sur, pero en su mayoría están cerrados, aunque se abren de vez en cuando con restricciones estrictas.[38]
- La frontera entre Armenia y Azerbaiyán está completamente cerrada debido al estado de guerra entre los dos países por el conflicto del Alto Karabaj.
- Turquía cerró su frontera con Armenia en abril de 1993, solidarizándose con Azerbaiyán en el conflicto del Alto Karabaj, y sigue vigente hasta el día de hoy. Turquía tiene relaciones muy estrechas con Azerbaiyán y ninguna relación formal con Armenia.
- India y Pakistán comparten una frontera que es casi cerrado debido a las hostilidades entre estos dos países. El único (controlado) cruce de frontera es en Wagah.
- La frontera entre Ucrania y Moldavia en Transnistria está cerrada a los titulares hombres de pasaportes rusos.[39]
- La frontera terrestre entre Argelia y Marruecos ha estado completamente cerrada desde 1994, aunque hay servicios de aerolíneas entre los dos países.[40]
- El estado de guerra civil de la República Centroafricana ha provocado que Chad cierre todas las fronteras terrestres entre los dos países.
- La frontera entre Colombia y Venezuela está parcialmente cerrada por el gobierno de Venezuela.
- La frontera entre el Líbano e Israel y entre Siria e Israel está cerrada.
- La frontera terrestre entre Bielorrusia y Rusia está totalmente cerrada para los extranjeros a pesar de estar totalmente abierta para sus propios ciudadanos.[41][42][43]

## Discriminación
Según Daniel Wilsher, la detención se ha convertido en una herramienta de poder y control político. Los inmigrantes se convirtieron en "extranjeros" cuando "la frontera comenzó a emerger más claramente como un lugar de política y regulación". Los desequilibrios económicos y comerciales crearon riqueza y poder para los países, y los inmigrantes cuestionan esto. En el siglo XIX, los inmigrantes fueron excluidos por motivos de raza. "Tal control inicialmente tuvo lugar en los puertos de entrada para separar a los extranjeros considerados" indeseables "(...) esto se debió principalmente a razones económicas y raciales". La detención ha aumentado y se ignoran categorías específicas y diferentes por razones de inmigración. de la categoría general de "indocumentados". Sin estatus, los inmigrantes están sujetos a detención. Una vez etiquetado como "ilegal", los derechos humanos de uno disminuyen. "Por lo tanto, podemos ver que la detención ahora se ha convertido en una técnica de control utilizada en muchas situaciones diferentes para una amplia variedad de diferentes categorías de extranjeros". La inmigración está determinada por el poder ejecutivo y los tribunales tienen una función menor. Los inmigrantes no son vistos como parte de la comunidad humana y, por lo tanto, tienen poco estatus legal. "El estado dudoso de los extranjeros bajo órdenes legales nacionales se refleja en la ausencia de un marco legal internacional que regule la migración y los derechos de los migrantes". os inmigrantes son vulnerables porque carecen de derechos humanos nacionales e internacionales. Los inmigrantes a menudo son detenidos porque son percibidos como una amenaza para la seguridad. Muchos centros de detención no siguen el estado de derecho normal. "El dispositivo de exclusión de ilegalizar a las personas es tan completo que las personas tan mencionadas apenas tienen derechos humanos".

## Lectura adicional
- ACME. 2003. Vol. 2.2, themed asunto: "Compromisos: Fronteras e Inmigración Archivado el 4 de noviembre de 2011 en Wayback Machine.".
- Abizadeh, Arash (2008). «Democratic Theory and Border Coercion: No Right to Unilaterally Control Your Own Borders». Political Theory 36 (1): 37-65. doi:10.1177/0090591707310090.
- Bader, Veit (2005). «The Ethics of Immigration». Constellations 12 (3): 331-61. doi:10.1111/j.1351-0487.2005.00420.x. Archivado desde el original el 6 de octubre de 2011. Consultado el 8 de diciembre de 2018.
- Barry, Brian, y Goodin, Robert E., eds. 1992. Free Movement: Ethical Issues in the Transnational Migration of People and of Money. University Park, PA: Pennsylvania State University Press.
- Bauder, Harald (2003). «Equality, Justice, and the Problem of International Borders». ACME 2 (2): 165-182.003).
- Bauder, Harald. 2017. Migration Borders Freedom. London: Routledge.
- Blake, Michael. 2003. "Immigration." In A Companion to Applied Ethics, ed. R. G. Frey Y C. H. Wellman. Oxford: Blackwell.
- Bosniak, Linda. 2006. The Citizen and the Alien: Dilemmas of Contemporary Membership. Princeton: Princeton University Press.
- Brubaker, W. R, ed. 1989. Inmigración y la Política de Ciudadanía en Europa y América del Norte. Lanham, MD: Prensa Universitaria de América.
- Carens, Joseph H (1987). «Aliens and Citizens: The Case for Open Borders». The Review of Politics 49 (2): 251-73. doi:10.1017/s0034670500033817. Archivado desde el original el 19 de enero de 2010.
- Chang, Howard F (1997). «Liberalized Immigration as Free Trade: Economic Welfare and the Optimal Immigration Policy». University of Pennsylvania Law Review 145 (5): 1147-244. doi:10.2307/3312665.
- Cole, Phillip. 2000. Philosophies of Exclusion: Liberal Political Theory and Immigration. Edimburgo: Edimburgo Prensa Universitaria.
- Dauvergne, Catherine. 2008. Making People Illegal: What Globalization Means for Migration and Law. Cambridge: Cambridge University Press.
- Dummett, Michael. 2004. Sobre inmigración y refugiados. Madrid: Cátedra.
- Ethics and Economics. 2006. Volumen 4.1. Special issue on immigration.
- Gibney, Mark, ed. 1988. Open Borders? Closed Societies? The Ethical and Political Issues. Nueva York: Greenwood Prensa.
- Heath, Joseph (1997). «Immigration, Multiculturalism, and the Social Contract» (PDF). Canadian Journal of Law and Jurisprudence 10 (2): 343-61. doi:10.1017/s0841820900001569.
- Huemer, Michael (2010). «Is There a Right to Immigrate?». Social Theory and Practice 36 (3): 429-61. doi:10.5840/soctheorpract201036323.
- Miller, David, y Hashmi, Sohail, eds. 2001. Boundaries and Justice: Diverse Ethical Perspectives. Princeton, NJ: Princeton Prensa Universitaria.
- Miller, David. 2005. "Immigration: The Case for Limits". In Contemporary Debates in Applied Ethics, ed. A. I. Cohen y C. H. Wellman. Oxford: Blackwell.
- Riley, Jason L. (2008). Let Them In: The Case for Open Border. Gotham. ISBN 1-59240-349-2. .
- Schwartz, Warren F., ed. 1995. Justicia en Inmigración. Cambridge: Cambridge Prensa universitaria.
- Swain, Carol M., ed. 2007. Debating Immigration. Nueva York: Cambridge U.P.
- Torpey, John. 2020. La invención del pasaporte. Estado, vigilancia y ciudadanía. Oviedo: Cambalache.
- Velasco, Juan Carlos. 2016. El azar de las fronteras. México: Fondo de Cultura Económica.
- Velasco, Juan Carlos. 2020. "Hacia una visión cosmopolita de las fronteras". Revista Internacional de Sociología (REIS) 78(2): e153.
- Walzer, Michael. 1983. Spheres of Justice: A Defence of Pluralism and Equality. Oxford: Blackwell.
- Wellman, Christopher Heath (2008). «Immigration and Freedom of Association». Ethics 119: 109-141. doi:10.1086/592311.

- Datos: Q17163396